# Стівен Віткрофт
Стівен Ґ. Віткрофт (нар. 1 червня 1947 року) — професор школи історичних досліджень в Університеті Мельбурна. 

## Наукова діяльність
Займається вивченням російської дореволюційної і радянської соціальної, економічної і демографічної історії, а також історії голоду і продовольчих проблем у сучасній світовій історії, впливу ЗМІ на історію, а також останні зміни в російському та українському суспільстві. Багато праць присвятив дослідженню т. зв. розриву Курмана — зафіксовану центральним управлінням народно-господарського обліку (ЦУНГО) СРСР по роках у період між переписами 1926 і 1937 зростання народонаселення (народжуваність мінус смертність) перевищувало те зростання цього ж показника, яке випливало із зіставлення результатів переписів 1926 і 1937 років. Різниця визначалася цифрою у 8 млн осіб і була названа за прізвищем заступника начальника відділу населення та охорони здоров'я ЦУНГО СРСР М. Курмана, який першим зробив спробу пояснити, куди поділися мільйони радянських громадян, присутність яких нібито «не помітив» перепис 1937 року. Підсумкові результати досліджень С. Віткрофта у вигляді статистичної розвідки «Про демографічні свідчення трагедії радянського села в 1931—1933 рр.» російський вчений-аграрник В. Данилов помістив у вигляді додатку до 3-го тому редагованого ним 5-томного збірника документів і матеріалів «Трагедия советской деревни. Коллективизация и раскулачивание» (2001). Масштаби підвищеної (поза звичайною) смертності в Україні 1933 С. Віткрофт оцінює в діапазоні від 3 до 3,5 млн осіб.
Віткрофт отримав звання співробітника Академії суспільних наук в Австралії 2005 року.

## Книги
- R. W. Davies, Mark Harrison, S. G. Wheatcroft, The Economic Transformation of the Soviet Union, 1913—1945, Cambridge University Press, 1994, ISBN 0-521-45152-3
- R. W. Davies and S. G. Wheatcroft, The Years of Hunger: Soviet Agriculture, 1931–33, 2004
- (співавтор, публікація архівних документів) The Tragedy of the Soviet Village, 1927—1939 російською
- Challenging Traditional Views of Russian History (Palgrave 2002),